# Іммануель Міфсуд
Іммануель Міфсуд (мальт. Immanuel Mifsud, 12 вересня 1967, Паола) — мальтійський прозаїк і поет. На деякий час він познайомився з експериментальним театром. Написав шість збірок романів, шість збірок поезій і кілька оповідань для дітей.

## Твори

### Проза
- Історії жахливих людей, 1991
- Книга суботнього вечора, 1993
- Книга поранених коханих, 1999
- Дивні історії Сари Сью Саммут, 2002 (отримала Національну літературну премію 2002 року)
- Хімія, 2005
- Веселих вихідних (англійською), 2006
- Історії, які не слід було писати, 2008

### Поезія
- У будинку Клари, 1998
- Книга вітру і квітів, 2001
- Polska-Slovensko, 2004
- км, 2005 рік
- Конфіденційні звіти, 2005

### Дитяча література
- Історії, що ростуть на землі, 2004

## Зовнішні посилання
- Офіційний сайт
- Блог письменника